# たがみよしひさ作品集 だれかが見ている
『たがみよしひさ作品集 だれかが見ている』は、たがみよしひさによる日本の漫画作品、短編集。1995年に学習研究社（現・学研ホールディングス）より発行された。

## 収録作品
- DESIRE（初出：コミックガイズ（学習研究社） 1993年1号）
- 冥（くら）い日曜日（初出：コミックガイズ 1994年4号）

題名の「曜」の字は、俗字（日へんに玉）で表記されている。
- だれかが見ている（初出：コミックガイズ 1994年11号）
- 蒼天幻想（初出：コミックガイズ 1994年23号）
- 殺さずにはいられない（初出：コミックガイズ 1995年6号）
- 満月の夜、人狼（おおかみ）に…（初出：コミックニューマン（学習研究社） 1992年9月号）
- 遠い悲しみ（初出：コミックニューマン 1992年7月号）
- あとがき（描き下ろし）

## 書誌情報
- たがみよしひさ 『たがみよしひさ作品集 だれかが見ている』 （学習研究社）

1995年6月12日 第1刷発行、ISBN 978-4056009606